# Michael Rosenbaum

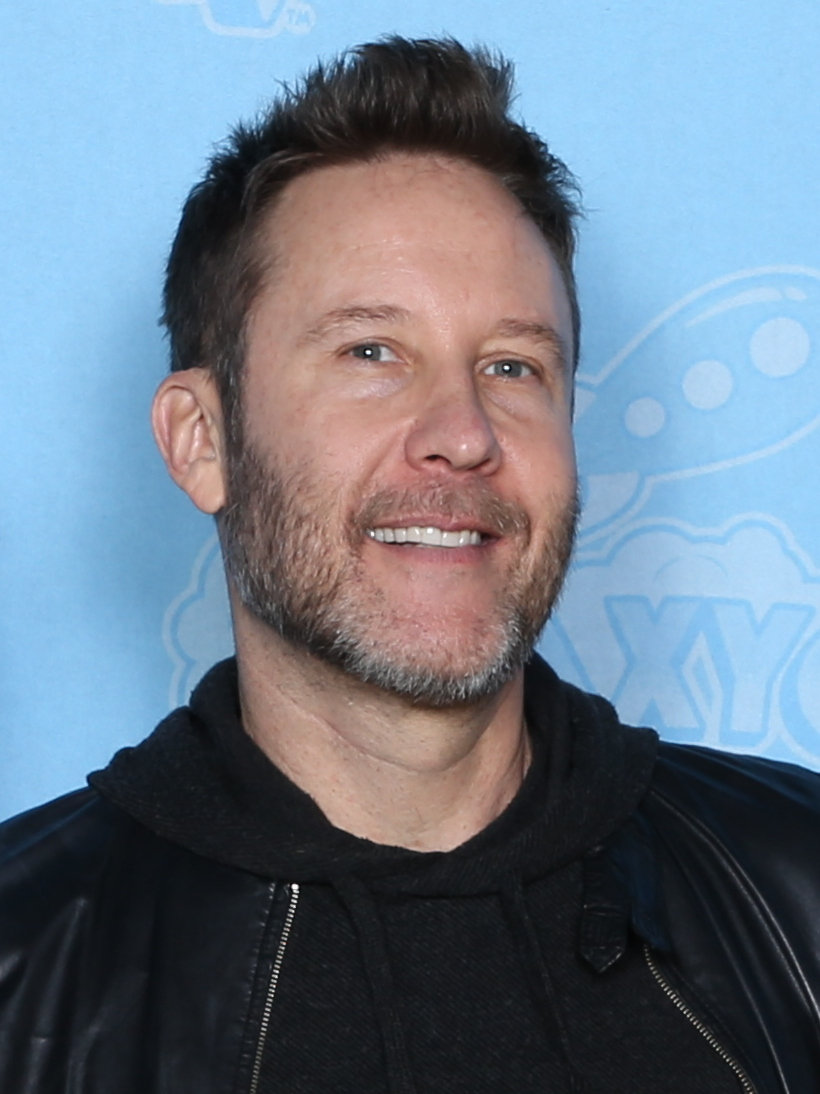
Michael Rosenbaum (2022)

Michael Owen Rosenbaum (* 11. Juli 1972 in Oceanside, New York) ist ein US-amerikanischer Schauspieler und Synchronsprecher.

## Leben
Bekannt wurde Rosenbaum durch die Fernsehserie Smallville, in der er von 2001 bis 2008 die Rolle des Lex Luthor spielte. Im Serienfinale 2011 spielte er wieder mit. Zuvor war er bereits seit 1997 als Schauspieler aktiv.
Bereits in der Highschool entdeckte Rosenbaum die Schauspielerei für sich und begann zunächst, Kommunikations- und Theaterwissenschaften an der Western Kentucky University zu studieren. In den Semesterferien arbeitete er bei Theaterproduktionen mit. Nach seinem Abschluss zog er nach New York, wo er in Theaterstücken und kleineren Independent-Filmproduktionen mitwirkte.
2007 gab er sein Regiedebüt und inszenierte eine Folge von Smallville. 2014 entstand mit Back in the Day sein erster Spielfilm. Hierfür verfasste er auch das Drehbuch, außerdem übernahm er eine tragende Rolle. In den Marvel-Filmen Guardians of the Galaxy Vol. 2 und Guardians of the Galaxy Vol. 3 aus den Jahren 2017 und 2023 übernahm er jeweils die Rolle des Martinex T’Naga, der zu den Gefolgsleuten von Sylvester Stallones Stakar Ogord gehört.
Rosenbaum lebt in Los Angeles.

## Filmografie (Auswahl)
Filme
- 1997: Mitternacht im Garten von Gut und Böse (Midnight in the Garden of Good and Evil)
- 1998: Düstere Legenden (Urban Legend)
- 2000: Batman of the Future – Der Joker kommt zurück (Batman Beyond: Return of the Joker)
- 2001: Rave Macbeth
- 2001: Sweet November
- 2002: Das sexte Semester (Sorority Boys)
- 2003: Haus über Kopf (Bringing Down the House)
- 2005: Verflucht (Cursed)
- 2005: Im Rennstall ist das Zebra los (Racing Stripes)
- 2011: Catch .44 – Der ganz große Coup (Catch .44)
- 2012: Hit and Run
- 2014: Back in the Day
- 2017: Guardians of the Galaxy Vol. 2
- 2017: Der Nachbar – Die Gefahr lebt nebenan (The Neighbour)
- 2023: Guardians of the Galaxy Vol. 3

Serien
- 1999–2001: Batman of the Future (Batman Beyond, sechs Folgen)
- 2001–2006: Die Liga der Gerechten (Justice League, 54 Folgen)
- 2001–2011: Smallville (156 Folgen)
- 2004–2005: Jackie Chan Adventures (elf Folgen)
- 2005: It’s Always Sunny in Philadelphia (Folge 1x05)
- 2005–2006: Teen Titans (zwei Folgen)
- 2008: James Gunn’s PG Porn (zwei Folgen)
- 2011–2012: Breaking In (Fernsehserie, acht Folgen)
- 2015–2016: Impastor (Fernsehserie, 20 Folgen)